# Llista de topònims de Malla
Llista de topònims (noms propis de lloc) del municipi de Malla, a Osona
Informació actualitzada per un bot. Els canvis manuals es perdran quan s'actualitzi!

## arbre singular
| imatge | Nom                              | Ubicat a | instància de   | Detalls                                                 | coordenades                                                                     | Protecció | Commons (més fotos) | Dades a WD                    |
| ------ | -------------------------------- | -------- | -------------- | ------------------------------------------------------- | ------------------------------------------------------------------------------- | --------- | ------------------- | ----------------------------- |
|        | Roure Gros del Ricart            | Malla    | arbre singular | 19th century                                            | 41° 53′ 45″ N, 2° 14′ 08″ E / 41.8957°N,2.23564°E ca:Camí de Pratdesaba         |           |                     | Modifica les dades a Wikidata |
|        | Roureda del Clascar              | Malla    | arbre singular | 20th century                                            | 41° 53′ 29″ N, 2° 13′ 58″ E / 41.89134°N,2.2328°E ca:Camí del Verdaguer         |           |                     | Modifica les dades a Wikidata |
|        | Roureda del Puig                 | Malla    | arbre singular | 20th century                                            | 41° 52′ 57″ N, 2° 13′ 43″ E / 41.88243°N,2.2286°E ca:Camí del Puig a Corbateres |           |                     | Modifica les dades a Wikidata |
|        | passeig de plàtans de l'Albanell | Malla    | arbre singular | 20th century                                            | 41° 53′ 58″ N, 2° 15′ 26″ E / 41.89942°N,2.25714°E ca:Camí de l'Albanell        |           |                     | Modifica les dades a Wikidata |
|        | passeig de plàtans de la Cirera  | Malla    | arbre singular | 20th century                                            | 41° 54′ 17″ N, 2° 14′ 36″ E / 41.90462°N,2.2432°E ca:Camí de la Cirera          |           |                     | Modifica les dades a Wikidata |
|        | roures del camí de Torrellebreta | Malla    | arbre singular | 19th century Taxon: roure martinenc (Quercus pubescens) | 41° 51′ 20″ N, 2° 15′ 26″ E / 41.85561°N,2.2573°E ca:Camí de Torrellebreta      |           |                     | Modifica les dades a Wikidata |

## bassa
| imatge | Nom                | Ubicat a | instància de | Detalls      | coordenades                                                                       | Protecció | Commons (més fotos) | Dades a WD                    |
| ------ | ------------------ | -------- | ------------ | ------------ | --------------------------------------------------------------------------------- | --------- | ------------------- | ----------------------------- |
|        | Bassa de Masferrer | Malla    | bassa        |              | 41° 53′ 47″ N, 2° 13′ 35″ E / 41.89629°N,2.22628°E ca:Camí de Masferrer a la Font |           |                     | Modifica les dades a Wikidata |
|        | Bassa de la Cirera | Malla    | bassa        |              | 41° 54′ 16″ N, 2° 14′ 25″ E / 41.90442°N,2.24033°E ca:Camí de la Cirera al Pelahí |           |                     | Modifica les dades a Wikidata |
|        | Bassa de la Roca   | Malla    | bassa        | 18th century | 41° 53′ 21″ N, 2° 13′ 14″ E / 41.88921°N,2.22066°E ca:Camí de la Roca             |           |                     | Modifica les dades a Wikidata |

## casa
| imatge | Nom                            | Ubicat a | instància de | Detalls                                     | coordenades                                                                          | Protecció                                  | Commons (més fotos) | Dades a WD                    |
| ------ | ------------------------------ | -------- | ------------ | ------------------------------------------- | ------------------------------------------------------------------------------------ | ------------------------------------------ | ------------------- | ----------------------------- |
|        | casa del molí de Torrellebreta | Malla    | casa         | 20th century                                | 41° 51′ 21″ N, 2° 15′ 42″ E / 41.85571°N,2.26169°E ca:Camí del molí de Torrellebreta |                                            |                     | Modifica les dades a Wikidata |
|        | el Puig                        | Malla    | casa         | Estil: arquitectura modernista 20th century | 41° 52′ 57″ N, 2° 13′ 48″ E / 41.8825°N,2.23°E ca:Carretera N-141c, km 46,7 553 msnm | bé integrant del patrimoni cultural català | El Puig (Malla)     | Modifica les dades a Wikidata |

## element arquitectònic
| imatge | Nom                             | Ubicat a | instància de          | Detalls      | coordenades                                                                        | Protecció | Commons (més fotos) | Dades a WD                    |
| ------ | ------------------------------- | -------- | --------------------- | ------------ | ---------------------------------------------------------------------------------- | --------- | ------------------- | ----------------------------- |
|        | Làpides de Sant Vicenç de Malla | Malla    | element arquitectònic |              | 41° 53′ 14″ N, 2° 14′ 06″ E / 41.88728°N,2.23492°E ca:Caseria de Malla             |           |                     | Modifica les dades a Wikidata |
|        | Paret d'en Massana              | Malla    | element arquitectònic | 19th century | 41° 54′ 17″ N, 2° 14′ 43″ E / 41.90464°N,2.24531°E ca:Carretera de Malla           |           |                     | Modifica les dades a Wikidata |
|        | Paret de l'hort del rector      | Malla    | element arquitectònic | 19th century | 41° 53′ 12″ N, 2° 14′ 05″ E / 41.88675°N,2.23479°E ca:Caseria de Malla             |           |                     | Modifica les dades a Wikidata |
|        | Paret de la riera de Múnter     | Malla    | element arquitectònic | 18th century | 41° 52′ 41″ N, 2° 14′ 07″ E / 41.87813°N,2.23535°E ca:Urbanització Riera de Múnter |           |                     | Modifica les dades a Wikidata |
|        | Pedró del Verdaguer             | Malla    | element arquitectònic | 18th century | 41° 53′ 19″ N, 2° 14′ 02″ E / 41.88866°N,2.23379°E ca:Camí de missa                |           |                     | Modifica les dades a Wikidata |
|        | Portal del Fadrí de Sau         | Malla    | element arquitectònic | 16th century | 41° 51′ 15″ N, 2° 15′ 27″ E / 41.85416°N,2.25749°E ca:Torrellebreta                |           |                     | Modifica les dades a Wikidata |

## fita
| imatge | Nom                                | Ubicat a | instància de | Detalls      | coordenades                                                                               | Protecció | Commons (més fotos) | Dades a WD                    |
| ------ | ---------------------------------- | -------- | ------------ | ------------ | ----------------------------------------------------------------------------------------- | --------- | ------------------- | ----------------------------- |
|        | Fita de Santa Eugènia, Vic i Malla | Malla    | fita         | 19th century | 41° 54′ 11″ N, 2° 15′ 38″ E / 41.90308°N,2.2605°E ca:Sector de gregal del terme municipal |           |                     | Modifica les dades a Wikidata |
|        | Fita de terme de Malla i Taradell  | Malla    | fita         | 19th century | 41° 53′ 33″ N, 2° 15′ 24″ E / 41.8924°N,2.2568°E ca:Camí del Ral                          |           |                     | Modifica les dades a Wikidata |
|        | Fita de terme de Malla i Vic       | Malla    | fita         | 19th century | 41° 54′ 12″ N, 2° 15′ 38″ E / 41.90347°N,2.26062°E ca:El Soler                            |           |                     | Modifica les dades a Wikidata |
|        | Fita de terme de Malla i Vic II    | Malla    | fita         | 19th century | 41° 54′ 16″ N, 2° 15′ 22″ E / 41.90446°N,2.25619°E ca:Pla de l'Albanell                   |           |                     | Modifica les dades a Wikidata |

## font
| imatge | Nom                           | Ubicat a | instància de | Detalls      | coordenades                                                                 | Protecció | Commons (més fotos) | Dades a WD                    |
| ------ | ----------------------------- | -------- | ------------ | ------------ | --------------------------------------------------------------------------- | --------- | ------------------- | ----------------------------- |
|        | font de Fontanelles           | Malla    | font         | 18th century | 41° 53′ 09″ N, 2° 13′ 38″ E / 41.8858°N,2.2271°E ca:Camí de l'Om a la Font  |           |                     | Modifica les dades a Wikidata |
|        | font de la Font               | Malla    | font         |              | 41° 53′ 27″ N, 2° 13′ 38″ E / 41.89081°N,2.22718°E ca:Torrent de Sant Jaume |           |                     | Modifica les dades a Wikidata |
|        | font de la Roca               | Malla    | font         | 20th century | 41° 53′ 18″ N, 2° 12′ 56″ E / 41.88826°N,2.21542°E ca:Torrent de Sant Jaume |           |                     | Modifica les dades a Wikidata |
|        | font de la rectoria           | Malla    | font         | 1990         | 41° 53′ 13″ N, 2° 14′ 05″ E / 41.88684°N,2.23466°E ca:Caseria de Malla      |           |                     | Modifica les dades a Wikidata |
|        | passeig de plàtans de la Font | Malla    | font         | 20th century | 41° 53′ 28″ N, 2° 13′ 35″ E / 41.89099°N,2.22627°E ca:Camí de la Font       |           |                     | Modifica les dades a Wikidata |

## masia
| imatge | Nom                                 | Ubicat a | instància de | Detalls                                    | coordenades | Protecció                                  | Commons (més fotos)        | Dades a WD                    |
| ------ | ----------------------------------- | -------- | ------------ | ------------------------------------------ | --- | ------------------------------------------ | -------------------------- | ----------------------------- |
|        | Aigüespartides                      | Malla    | masia        | 19th century                               | 41° 50′ 57″ N, 2° 15′ 20″ E / 41.8491448493008°N,2.25560031924216°E ca:Camí de Torrellebreta                      |                                            |                            | Modifica les dades a Wikidata |
|        | Can Barrina                         | Malla    | masia        |                                            | 41° 53′ 32″ N, 2° 14′ 31″ E / 41.8922611778135°N,2.24196070576992°E ca:Camí de Can Barrina                        |                                            |                            | Modifica les dades a Wikidata |
|        | Can Bou                             | Malla    | masia        |                                            | 41° 53′ 12″ N, 2° 14′ 52″ E / 41.8866530535136°N,2.24790899012236°E ca:Camí de Can Bou                            |                                            |                            | Modifica les dades a Wikidata |
|        | Can Cabaler                         | Malla    | masia        |                                            | 41° 53′ 28″ N, 2° 13′ 05″ E / 41.8911283443732°N,2.21808291468965°E ca:Camí de Cal Cabaler                        |                                            |                            | Modifica les dades a Wikidata |
|        | Can Paiella                         | Malla    | masia        | 19th century                               | 41° 53′ 23″ N, 2° 14′ 34″ E / 41.8897625852963°N,2.24276169256158°E ca:Carretera de Malla                         |                                            |                            | Modifica les dades a Wikidata |
|        | Can Teuler                          | Malla    | masia        |                                            | 41° 53′ 36″ N, 2° 14′ 11″ E / 41.8933951477198°N,2.23639016867529°E ca:Camí de Can Teulé 509 msnm                 |                                            | Can Teuler (Malla)         | Modifica les dades a Wikidata |
|        | Can València                        | Malla    | masia        | 18th century                               | 41° 53′ 50″ N, 2° 15′ 17″ E / 41.8971095664132°N,2.25476627962826°E ca:Camí de Can València                       |                                            |                            | Modifica les dades a Wikidata |
|        | Casa Nova de Can València           | Malla    | masia        |                                            | 41° 53′ 48″ N, 2° 15′ 16″ E / 41.896651°N,2.254578°E 518 msnm                                                     |                                            | Casa Nova de Can València  | Modifica les dades a Wikidata |
|        | Coll                                | Malla    | masia        | Estil: arquitectura popular                | 41° 51′ 08″ N, 2° 14′ 58″ E / 41.852258°N,2.249315°E ca:Camí del Coll                                             | bé integrant del patrimoni cultural català |                            | Modifica les dades a Wikidata |
|        | Collell                             | Malla    | masia        | Estil: arquitectura popular 18th century   | 41° 51′ 30″ N, 2° 15′ 26″ E / 41.858454°N,2.257107°E ca:Camí del Collell                                          | bé integrant del patrimoni cultural català |                            | Modifica les dades a Wikidata |
|        | Comes Noves                         | Malla    | masia        |                                            | 41° 54′ 04″ N, 2° 14′ 05″ E / 41.9012196370552°N,2.23468144717456°E                                               |                                            |                            | Modifica les dades a Wikidata |
|        | Corbateres                          | Malla    | masia        |                                            | 41° 53′ 10″ N, 2° 13′ 28″ E / 41.8861735694581°N,2.22456766277363°E ca:Camí de Corbateres                         |                                            |                            | Modifica les dades a Wikidata |
|        | Mare de Déu de la Mercè del Mas Ral | Malla    | masia        |                                            | 41° 53′ 35″ N, 2° 15′ 39″ E / 41.89308°N,2.2609°E ca:Camí del Ral                                                 |                                            |                            | Modifica les dades a Wikidata |
|        | Mas Montells                        | Malla    | masia        |                                            | 41° 53′ 49″ N, 2° 15′ 31″ E / 41.896873670337°N,2.25867489671693°E                                                |                                            |                            | Modifica les dades a Wikidata |
|        | Masferrer                           | Malla    | masia        | Estil: arquitectura popular 16th century   | 41° 53′ 45″ N, 2° 13′ 37″ E / 41.895847°N,2.226916°E ca:A 1 km al nord del nucli de Malla 524 msnm                | bé integrant del patrimoni cultural català | Masferrer (Malla)          | Modifica les dades a Wikidata |
|        | Masoveria del Puig                  | Malla    | masia        | Estil: arquitectura popular                | 41° 52′ 57″ N, 2° 13′ 49″ E / 41.882561°N,2.230201°E                                                              | bé integrant del patrimoni cultural català | El Puig, masoveria         | Modifica les dades a Wikidata |
|        | Muntells                            | Malla    | masia        |                                            | 41° 53′ 49″ N, 2° 15′ 31″ E / 41.896873670337°N,2.25867489671693°E                                                |                                            |                            | Modifica les dades a Wikidata |
|        | Paracolls                           | Malla    | masia        | Estil: arquitectura popular                | 41° 53′ 24″ N, 2° 14′ 50″ E / 41.890119°N,2.24732°E ca:Camí de Paracolls                                          | bé integrant del patrimoni cultural català |                            | Modifica les dades a Wikidata |
|        | Pratdesaba                          | Malla    | masia        | Estil: arquitectura popular 17th century   | 41° 53′ 53″ N, 2° 14′ 00″ E / 41.89798°N,2.233442°E ca:Camí de Pratdesaba 511 msnm                                | bé integrant del patrimoni cultural català | Pratdesaba                 | Modifica les dades a Wikidata |
|        | Puigdollers                         | Malla    | masia        | Estil: arquitectura popular                | 41° 53′ 41″ N, 2° 15′ 00″ E / 41.894786°N,2.250051°E ca:Camí del Ral                                              | bé integrant del patrimoni cultural català |                            | Modifica les dades a Wikidata |
|        | Ricart                              | Malla    | masia        | Estil: arquitectura eclèctica 19th century | 41° 53′ 50″ N, 2° 14′ 24″ E / 41.897196°N,2.239883°E ca:Carretera C-17, km 55,8 511 msnm                          | bé integrant del patrimoni cultural català | Ricart (Malla)             | Modifica les dades a Wikidata |
|        | Tei                                 | Malla    | masia        | Estil: arquitectura popular                | 41° 53′ 19″ N, 2° 15′ 12″ E / 41.888611°N,2.253274°E ca:Camí de Malla a Taradell                                  | bé integrant del patrimoni cultural català |                            | Modifica les dades a Wikidata |
|        | Teuleria de l'Albanell              | Malla    | masia        | 19th century                               | 41° 54′ 15″ N, 2° 15′ 30″ E / 41.90422°N,2.25842°E ca:Camí ral de Barcelona a Vic                                 |                                            |                            | Modifica les dades a Wikidata |
|        | Torrellebreta                       | Malla    | masia        | Estil: arquitectura popular                | 41° 51′ 16″ N, 2° 15′ 27″ E / 41.85441°N,2.257585°E ca:Camí de Torrellebreta                                      | bé integrant del patrimoni cultural català |                            | Modifica les dades a Wikidata |
|        | Torremagra                          | Malla    | masia        |                                            | 41° 53′ 58″ N, 2° 13′ 34″ E / 41.899420092503°N,2.2261113410973°E ca:Camí de Masferrer 524 msnm                   |                                            |                            | Modifica les dades a Wikidata |
|        | el Ballador                         | Malla    | masia        | Estil: arquitectura popular                | 41° 53′ 33″ N, 2° 13′ 55″ E / 41.892627°N,2.23202°E                                                               | bé integrant del patrimoni cultural català | El Ballador (Malla)        | Modifica les dades a Wikidata |
|        | el Bulló                            | Malla    | masia        |                                            | 41° 52′ 36″ N, 2° 14′ 21″ E / 41.8766610133382°N,2.23916840485737°E ca:Camí del Bolló                             |                                            |                            | Modifica les dades a Wikidata |
|        | el Corral                           | Malla    | masia        |                                            | 41° 53′ 19″ N, 2° 14′ 14″ E / 41.8885991751708°N,2.23708613026591°E                                               |                                            |                            | Modifica les dades a Wikidata |
|        | el Feu                              | Malla    | masia        | Estil: arquitectura eclèctica 19th century | 41° 50′ 54″ N, 2° 14′ 54″ E / 41.848342°N,2.248253°E ca:Camí del Feu                                              | bé integrant del patrimoni cultural català |                            | Modifica les dades a Wikidata |
|        | el Folcs                            | Malla    | masia        |                                            | 41° 53′ 13″ N, 2° 14′ 08″ E / 41.8868686814214°N,2.23555184675594°E ca:Caseria de Malla                           |                                            |                            | Modifica les dades a Wikidata |
|        | el Maset                            | Malla    | masia        |                                            | 41° 52′ 45″ N, 2° 14′ 14″ E / 41.8792595005693°N,2.23713697439462°E ca:Ctra. N-141-C, km. 46,6                    |                                            |                            | Modifica les dades a Wikidata |
|        | el Palaí                            | Malla    | masia        |                                            | 41° 54′ 11″ N, 2° 14′ 16″ E / 41.9030151505413°N,2.23786698549182°E ca:Camí del Pelahí                            |                                            |                            | Modifica les dades a Wikidata |
|        | el Pla                              | Malla    | masia        |                                            | 41° 54′ 11″ N, 2° 14′ 44″ E / 41.903092°N,2.24561°E ca:Camí del Pla 501 msnm                                      |                                            | El Pla (Malla)             | Modifica les dades a Wikidata |
|        | el Prat Gros                        | Malla    | masia        | Estil: arquitectura popular                | 41° 52′ 42″ N, 2° 14′ 33″ E / 41.878209°N,2.242524°E ca:Camí del Prat                                             | bé integrant del patrimoni cultural català |                            | Modifica les dades a Wikidata |
|        | el Prat Xic                         | Malla    | masia        | Estil: arquitectura popular                | 41° 52′ 41″ N, 2° 14′ 34″ E / 41.878181°N,2.242693°E ca:Camí del Prat                                             | bé integrant del patrimoni cultural català |                            | Modifica les dades a Wikidata |
|        | el Prat del Vilar                   | Malla    | masia        |                                            | 41° 53′ 26″ N, 2° 13′ 39″ E / 41.8904359558187°N,2.22756576139623°E                                               |                                            |                            | Modifica les dades a Wikidata |
|        | el Ral                              | Malla    | masia        | Estil: arquitectura popular                | 41° 53′ 39″ N, 2° 15′ 34″ E / 41.894238°N,2.259537°E ca:Ctra. N-152, km 63 508 msnm                               | bé integrant del patrimoni cultural català | El Ral (Malla)             | Modifica les dades a Wikidata |
|        | el Sabater                          | Malla    | masia        |                                            | 41° 52′ 55″ N, 2° 14′ 16″ E / 41.8819°N,2.23786°E ca:Ctra. N-141-C, km. 46,9                                      |                                            |                            | Modifica les dades a Wikidata |
|        | el Serrat                           | Malla    | masia        |                                            | 41° 53′ 12″ N, 2° 14′ 24″ E / 41.8866453131609°N,2.23989367573633°E ca:Camí del Serrà 532 msnm                    |                                            | El Serrat (Malla)          | Modifica les dades a Wikidata |
|        | el Soler                            | Malla    | masia        |                                            | 41° 54′ 13″ N, 2° 15′ 35″ E / 41.90362°N,2.25966°E ca:Camí del Soler                                              |                                            |                            | Modifica les dades a Wikidata |
|        | el Sou                              | Malla    | masia        |                                            | 41° 53′ 40″ N, 2° 15′ 15″ E / 41.89457°N,2.25414°E ca:Camí del Sou                                                |                                            |                            | Modifica les dades a Wikidata |
|        | el Verdaguer                        | Malla    | masia        | Estil: arquitectura popular                | 41° 53′ 29″ N, 2° 13′ 53″ E / 41.891253°N,2.231351°E ca:Camí del Verdaguer                                        | bé integrant del patrimoni cultural català | El Verdaguer (Malla)       | Modifica les dades a Wikidata |
|        | el Vilar                            | Malla    | masia        |                                            | 41° 53′ 32″ N, 2° 13′ 39″ E / 41.8922194718122°N,2.22759248983596°E                                               |                                            |                            | Modifica les dades a Wikidata |
|        | el Vilar Nou                        | Malla    | masia        |                                            | 41° 53′ 27″ N, 2° 13′ 42″ E / 41.8909095361069°N,2.22834356810263°E                                               |                                            |                            | Modifica les dades a Wikidata |
|        | l'Albanell                          | Malla    | masia        | Estil: arquitectura popular 18th century   | 41° 53′ 57″ N, 2° 15′ 24″ E / 41.899084°N,2.256781°E ca:Ctra. N-152, km 65 502 msnm                               | bé integrant del patrimoni cultural català | L'Albanell                 | Modifica les dades a Wikidata |
|        | l'Hostal Nou                        | Malla    | masia        | Estil: arquitectura popular 20th century   | 41° 54′ 18″ N, 2° 14′ 52″ E / 41.904887°N,2.247891°E ca:Carretera C-17, km 57 496 msnm                            | bé integrant del patrimoni cultural català | L'Hostal Nou (Malla)       | Modifica les dades a Wikidata |
|        | l'Om                                | Malla    | masia        | Estil: arquitectura popular 16th century   | 41° 53′ 07″ N, 2° 14′ 00″ E / 41.885196°N,2.233306°E ca:A 250 m al sud de Malla 562 msnm                          | bé integrant del patrimoni cultural català | L'Om (Malla)               | Modifica les dades a Wikidata |
|        | l'Om Xic                            | Malla    | masia        |                                            | 41° 53′ 05″ N, 2° 13′ 58″ E / 41.8848155547786°N,2.23291263305627°E                                               |                                            |                            | Modifica les dades a Wikidata |
|        | la Casa Nova de les Vinyes          | Malla    | masia        |                                            | 41° 53′ 27″ N, 2° 14′ 12″ E / 41.890920410965°N,2.23670894177317°E ca:Camí de la casa nova de les Vinyes 516 msnm |                                            | La Casa Nova de les Vinyes | Modifica les dades a Wikidata |
|        | la Casanova del Feu                 | Malla    | masia        |                                            | 41° 50′ 49″ N, 2° 15′ 05″ E / 41.8469551895067°N,2.2512892199576°E                                                |                                            |                            | Modifica les dades a Wikidata |
|        | la Cirera                           | Malla    | masia        | Estil: arquitectura popular 17th century   | 41° 54′ 19″ N, 2° 14′ 32″ E / 41.905361°N,2.242318°E ca:Al nord del nucli de Malla 500 msnm                       | bé integrant del patrimoni cultural català | La Cirera (Malla)          | Modifica les dades a Wikidata |
|        | la Coma                             | Malla    | masia        |                                            | 41° 53′ 37″ N, 2° 14′ 54″ E / 41.8935633875777°N,2.24823777866406°E ca:Camí de la Coma                            |                                            |                            | Modifica les dades a Wikidata |
|        | la Feixa                            | Malla    | masia        |                                            | 41° 53′ 36″ N, 2° 14′ 29″ E / 41.8932033900684°N,2.24143122227706°E ca:Camí de la Feixa                           |                                            |                            | Modifica les dades a Wikidata |
|        | la Font                             | Malla    | masia        | Estil: arquitectura popular                | 41° 53′ 28″ N, 2° 13′ 30″ E / 41.891042°N,2.224947°E ca:Camí de la Font                                           | bé integrant del patrimoni cultural català |                            | Modifica les dades a Wikidata |
|        | la Fàbrica                          | Malla    | masia        | Estil: arquitectura popular                | 41° 54′ 24″ N, 2° 14′ 59″ E / 41.906769°N,2.249635°E ca:Camí de la Fàbrica                                        | bé integrant del patrimoni cultural català |                            | Modifica les dades a Wikidata |
|        | la Roca                             | Malla    | masia        | Estil: arquitectura popular                | 41° 53′ 21″ N, 2° 13′ 19″ E / 41.889302°N,2.221896°E ca:Camí de la Roca                                           | bé integrant del patrimoni cultural català |                            | Modifica les dades a Wikidata |
|        | les Bailes                          | Malla    | masia        |                                            | 41° 54′ 10″ N, 2° 14′ 08″ E / 41.9028202863979°N,2.23565094724088°E ca:Camí de les Boules                         |                                            |                            | Modifica les dades a Wikidata |
|        | les Vinyes                          | Malla    | masia        | Estil: arquitectura popular 20th century   | 41° 53′ 22″ N, 2° 14′ 25″ E / 41.88951°N,2.240216°E ca:Ctra. N-141c, km 46,7 514 msnm                             | bé integrant del patrimoni cultural català | Les Vinyes (Malla)         | Modifica les dades a Wikidata |

## molí d'aigua
| imatge | Nom                | Ubicat a | instància de | Detalls                                  | coordenades                                                          | Protecció                                  | Commons (més fotos) | Dades a WD                    |
| ------ | ------------------ | -------- | ------------ | ---------------------------------------- | -------------------------------------------------------------------- | ------------------------------------------ | ------------------- | ----------------------------- |
|        | Molí de l'Albanell | Malla    | molí d'aigua |                                          | 41° 54′ 03″ N, 2° 15′ 23″ E / 41.9009657063268°N,2.25634899384932°E  |                                            |                     | Modifica les dades a Wikidata |
|        | Molí del Ral       | Malla    | molí d'aigua | Estil: arquitectura popular 14th century | 41° 53′ 39″ N, 2° 15′ 34″ E / 41.894225°N,2.259525°E ca:Camí del Ral | bé integrant del patrimoni cultural català |                     | Modifica les dades a Wikidata |

## molí de vent
| imatge | Nom                     | Ubicat a | instància de | Detalls      | coordenades                                                           | Protecció | Commons (més fotos) | Dades a WD                    |
| ------ | ----------------------- | -------- | ------------ | ------------ | --------------------------------------------------------------------- | --------- | ------------------- | ----------------------------- |
|        | Molí de vent de la Font | Malla    | molí de vent | 20th century | 41° 53′ 24″ N, 2° 13′ 31″ E / 41.89013°N,2.22532°E ca:Camí de la Font |           |                     | Modifica les dades a Wikidata |
|        | Molí de vent del Puig   | Malla    | molí de vent | 20th century | 41° 52′ 52″ N, 2° 13′ 52″ E / 41.88119°N,2.23106°E ca:Riera de Múnter |           |                     | Modifica les dades a Wikidata |

## monument
| imatge | Nom                               | Ubicat a | instància de | Detalls      | coordenades                                                            | Protecció | Commons (més fotos) | Dades a WD                    |
| ------ | --------------------------------- | -------- | ------------ | ------------ | ---------------------------------------------------------------------- | --------- | ------------------- | ----------------------------- |
|        | Monument a Francesc Paracolls     | Malla    | monument     | 1986         | 41° 53′ 14″ N, 2° 14′ 05″ E / 41.88734°N,2.23479°E ca:Caseria de Malla |           |                     | Modifica les dades a Wikidata |
|        | Monument a les mestresses de casa | Malla    | monument     | 21st century | 41° 53′ 13″ N, 2° 14′ 05″ E / 41.88688°N,2.23467°E ca:Caseria de Malla |           |                     | Modifica les dades a Wikidata |

## muntanya
| imatge | Nom                    | Ubicat a         | instància de | Detalls | coordenades                                                         | Protecció | Commons (més fotos) | Dades a WD                    |
| ------ | ---------------------- | ---------------- | ------------ | ------- | ------------------------------------------------------------------- | --------- | ------------------- | ----------------------------- |
|        | Serra de Torrellebreta | Malla Taradell   | muntanya     |         | 41° 51′ 21″ N, 2° 14′ 47″ E / 41.85580278°N,2.24639444°E 637.6 msnm |           |                     | Modifica les dades a Wikidata |
|        | Serrat del Vilar       | Muntanyola Malla | muntanya     |         | 41° 53′ 21″ N, 2° 12′ 35″ E / 41.889089°N,2.209789°E 823 msnm       |           |                     | Modifica les dades a Wikidata |
|        | el Clascar             | Malla            | muntanya     |         | 41° 53′ 14″ N, 2° 14′ 00″ E / 41.887325°N,2.23321944°E 643.9 msnm   |           |                     | Modifica les dades a Wikidata |

## resclosa
| imatge | Nom                              | Ubicat a | instància de | Detalls      | coordenades                                                         | Protecció | Commons (més fotos) | Dades a WD                    |
| ------ | -------------------------------- | -------- | ------------ | ------------ | ------------------------------------------------------------------- | --------- | ------------------- | ----------------------------- |
|        | Resclosa antiga del molí del Tei | Malla    | resclosa     | 14th century | 41° 53′ 06″ N, 2° 15′ 05″ E / 41.88494°N,2.2513°E ca:Riera de Tona  |           |                     | Modifica les dades a Wikidata |
|        | Resclosa nova del molí del Tei   | Malla    | resclosa     |              | 41° 53′ 17″ N, 2° 15′ 13″ E / 41.88804°N,2.25365°E ca:Riera de Tona |           |                     | Modifica les dades a Wikidata |

## Misc
| imatge | Nom                               | Ubicat a                                                                    | instància de                                                                   | Detalls                                                        | coordenades | Protecció                                            | Commons (més fotos)               | Dades a WD                    |
| ------ | --------------------------------- | --------------------------------------------------------------------------- | ------------------------------------------------------------------------------ | -------------------------------------------------------------- | --- | ---------------------------------------------------- | --------------------------------- | ----------------------------- |
|        | Castell de Malla                  | Malla                                                                       | castell                                                                        |                                                                | 41° 53′ 17″ N, 2° 13′ 46″ E / 41.888138°N,2.22955°E                                                                | bé d'interès cultural bé cultural d'interès nacional | Castell de Malla                  | Modifica les dades a Wikidata |
|        | Edificacions annexes al Maset     | Malla                                                                       | cabana                                                                         | Estil: arquitectura popular                                    | 41° 52′ 46″ N, 2° 14′ 14″ E / 41.879457°N,2.23717°E                                                                | bé integrant del patrimoni cultural català           | Edificacions annexes al Maset     | Modifica les dades a Wikidata |
|        | Gurri                             | Seva Taradell Tona Malla Vic Santa Eugènia de Berga Gurb les Masies de Roda | curs d'aigua                                                                   | Desemboca: Ter                                                 | 41° 49′ 55″ N, 2° 19′ 36″ E / 41.831953°N,2.326802°E 41° 59′ 03″ N, 2° 18′ 04″ E / 41.984104°N,2.301215°E 443 msnm |                                                      | Gurri                             | Modifica les dades a Wikidata |
|        | Malla                             | Malla                                                                       | entitat singular de població capital municipal ens local històric de Catalunya | 274 hab                                                        | 41° 53′ 41″ N, 2° 14′ 37″ E / 41.89461°N,2.2437°E                                                                  |                                                      |                                   | Modifica les dades a Wikidata |
|        | Pla de Malla                      | Malla                                                                       | plana                                                                          | 19th century                                                   | 41° 54′ 02″ N, 2° 14′ 38″ E / 41.90042°N,2.24383°E ca:Entre el puig Clascar i Vic                                  |                                                      |                                   | Modifica les dades a Wikidata |
|        | Pont ferroviari del camí del Ral  | Malla                                                                       | pont                                                                           | 20th century Hi passa: línia Barcelona-Ripoll Estat: bon estat | 41° 53′ 36″ N, 2° 15′ 21″ E / 41.89328°N,2.25584°E ca:Camí del Ral                                                 |                                                      |                                   | Modifica les dades a Wikidata |
|        | Quadra de Miramberc               | Malla                                                                       | quadra ens local històric de Catalunya                                         |                                                                | 41° 51′ 03″ N, 2° 15′ 01″ E / 41.8509006°N,2.2501894°E                                                             |                                                      |                                   | Modifica les dades a Wikidata |
|        | Rec de l'Om                       | Malla                                                                       | séquia                                                                         | 19th century                                                   | 41° 53′ 01″ N, 2° 14′ 04″ E / 41.8835°N,2.23433°E ca:La Barquera                                                   |                                                      |                                   | Modifica les dades a Wikidata |
|        | Rectoria                          | Malla                                                                       | edifici                                                                        |                                                                | 41° 53′ 13″ N, 2° 14′ 05″ E / 41.88693°N,2.2346°E ca:Caseria de Malla                                              |                                                      |                                   | Modifica les dades a Wikidata |
|        | Sant Vicenç de Malla              | Malla                                                                       | església                                                                       | Estil: arquitectura romànica                                   | 41° 53′ 14″ N, 2° 14′ 05″ E / 41.88719167°N,2.23465833°E ca:Caseria de Malla                                       | bé integrant del patrimoni cultural català           | Sant Vicenç de Malla              | Modifica les dades a Wikidata |
|        | Turons de la Plana Ausetana       | Gurb Tona Seva Malla Taradell                                               | àrea protegida Pla d'Espais d'Interès Natural                                  | 1992 Superfície: 674.91719ha                                   | 41° 56′ 42″ N, 2° 11′ 46″ E / 41.945°N,2.196°E                                                                     |                                                      | Turons de la Plana Ausetana       | Modifica les dades a Wikidata |
|        | casa consistorial de Malla        | Malla                                                                       | casa consistorial                                                              |                                                                | 41° 53′ 41″ N, 2° 14′ 37″ E / 41.8945916°N,2.2435263°E                                                             |                                                      |                                   | Modifica les dades a Wikidata |
|        | cementiri de Sant Vicenç de Malla | Malla                                                                       | cementiri                                                                      |                                                                | 41° 53′ 14″ N, 2° 14′ 04″ E / 41.887307°N,2.23454°E                                                                | bé integrant del patrimoni cultural català           | Cementiri de Sant Vicenç de Malla | Modifica les dades a Wikidata |
|        | creu del Clascar                  | Malla                                                                       | creu de terme                                                                  | 20th century                                                   | 41° 53′ 15″ N, 2° 14′ 00″ E / 41.88747°N,2.23329°E ca:Puig del Clascar                                             |                                                      |                                   | Modifica les dades a Wikidata |
|        | hort de la Font                   | Malla                                                                       | hort                                                                           | 18th century                                                   | 41° 53′ 29″ N, 2° 13′ 37″ E / 41.8914°N,2.22701°E ca:Camí de la Font                                               |                                                      |                                   | Modifica les dades a Wikidata |
|        | l’Albanell                        | Malla                                                                       | veïnat                                                                         |                                                                | |                                                      |                                   | Modifica les dades a Wikidata |
|        | poblat ibèric del Clascar         | Malla                                                                       | poblat ibèric                                                                  |                                                                | 41° 53′ 14″ N, 2° 14′ 00″ E / 41.887325°N,2.23321944°E                                                             | bé integrant del patrimoni cultural català           |                                   | Modifica les dades a Wikidata |
|        | xemeneia de Dames                 | Malla                                                                       | xemeneia de fàbrica                                                            |                                                                | 41° 53′ 23″ N, 2° 13′ 11″ E / 41.88975°N,2.21982°E ca:Camí de la Roca                                              |                                                      |                                   | Modifica les dades a Wikidata |